# Прапор Павлового
Прапор Павлового — один з офіційних символів села Павлово, підпорядкованого Плосківській сільській раді Свалявського району Закарпатської області.
Затверджений 30 червня 2008 року рішенням сесії сільської ради.
Автор проекту прапора — Андрій Гречило.

## Опис
Квадратне полотнище, з нижніх кутів до середини верхнього краю йде зелений клин, на якому жовта колотниця, обабіч —  по жовтому трикутнику.

## Зміст
Прапор побудований на основі символіки герба поселення. Колотниця відображає одне з давніх занять місцевих мешканців. Зелений колір символізує довколишні ліси. Для спрощення сюжету дві волові голови, що на гербі розкривають легенду про виникнення села та його назву (Павлові воли), на прапорі не подаються.
Квадратна форма полотнища відповідає усталеним вимогам для муніципальних прапорів (прапорів міст, селищ і сіл).